# Dire Daua
Dire Daua, conosciuta in italiano anche come Diredaua (in lingua oromonica: Dirree dhawaa, in amarico: ድሬ ዳዋ, Dirē Dawa, in somalo Dirirdhaba), è una città dell'Etiopia, una delle due città autonome insieme alla capitale Addis Abeba.
Con circa 330.000 abitanti stimati nel 2010, è la seconda città del paese.
La città si trova nella parte orientale del paese, sulle rive del fiume Dechatu, ai piedi dell'altopiano di Harare dei monti Ahmar, in un'area abitata prevalentemente da genti di etnia somala. Sviluppatasi nel XX secolo grazie alla costruzione della Ferrovia Addis Abeba-Gibuti, è un importante centro industriale e commerciale. Nelle sue vicinanze si trovano l'aeroporto internazionale Aba Tenna Dejazmach Yilma (IATA: DIR, ICAO: HADR) e la città universitaria di Alem Maya. In somali Dirirdhaba significa "luogo della medicina".

## Storia

La città di Dire Daua sotto la dominazione italiana.

La città di Dire Daua fu fondata nel 1905, all'epoca della costruzione della Ferrovia Addis Abeba-Gibuti. A quel tempo il centro principale della zona era l'antica città fortificata di Harar, ma trovandosi essa a 1885 metri sul livello del mare, molto al di sopra del tracciato della ferrovia, fu deciso di costruire una stazione più a valle, nel luogo dove sorse la nuova città. Ben presto il governatore di Harar, Ras Makonnen, ordinò la costruzione di una strada che collegasse la sua città alla nuova stazione, e Dire Daua divenne così un importante crocevia commerciale tra Addis Abeba, Gibuti e la stessa Harar. In seguito la città crebbe ulteriormente, fino a diventare un centro industriale (importante la produzione del cemento) e finanziario, con l'apertura nel 1931 della prima filiale della Banca nazionale d'Etiopia.
Il 6 maggio 1936, nel contesto dell'aggressione italiana all'Etiopia, fu raggiunta dalle truppe italiane guidate dal generale Rodolfo Graziani e il giorno seguente la città fu occupata dagli italiani senza incontrare grosse resistenze.
Fu teatro di scontri quando fu occupata dagli Alleati nel 1941.
Dopo il ritorno dell'imperatore Hailé Selassié, la città, a causa della sua vocazione industriale, fu teatro di numerosi scioperi, quasi sempre repressi sanguinosamente dalle autorità. Nello stesso periodo nacquero in città le prime società calcistiche al di fuori della capitale, il Taffari, che partecipò nel 1947 al campionato nazionale, e il Cotton.
Nel periodo della rivoluzione etiope furono nazionalizzate le principali industrie e chiuse le chiese ortodosse greca e armena, accusate di attività antirivoluzionarie. Molti europei, yemeniti e indiani, che avevano fino a quel momento contribuito a fare di Dire Daua una città fortemente cosmopolita, furono costretti a lasciare la città.
Dopo la fine del regime del Derg, tuttavia, l'intero paese fu scosso da conflitti etnici e la città fu teatro di guerra, in particolare tra i separatisti somali e il Fronte Democratico Rivoluzionario del Popolo Etiope di Meles Zenawi, che prese il controllo della città il 31 maggio 1991, causando, secondo alcune stime, 100.000 morti tra gli oppositori. tra il 1991 e il 1993, ci furono ancora numerosi scontri, soprattutto tra i fronti di liberazione somalo e oromo, che rivendicavano entrambi la città. Nel 1998 la città, anche a causa del perdurare dei conflitti etnici, fu separata dalla regione di Oromia e guadagnò lo status di città autonoma.

## Società

### Evoluzione demografica

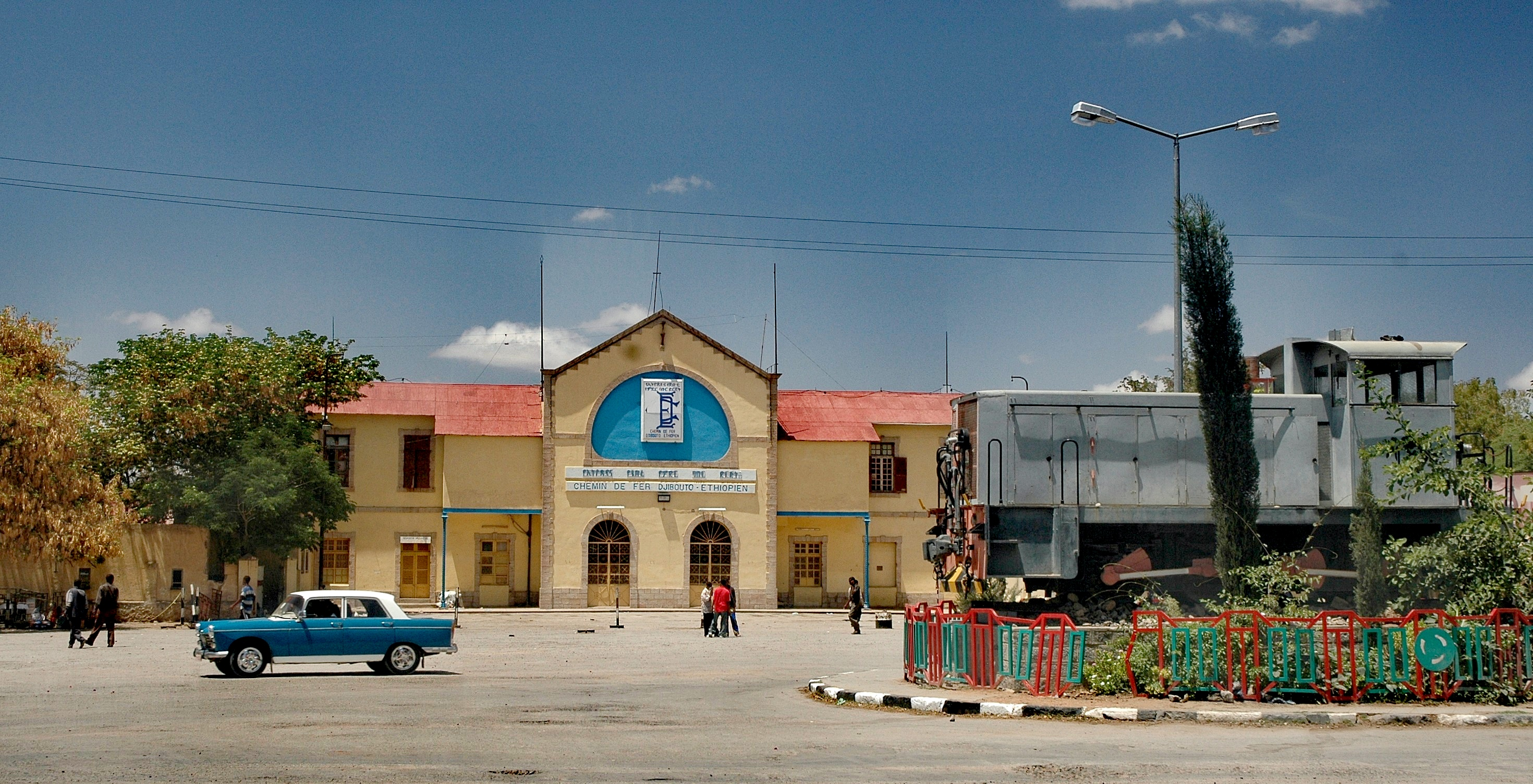
La stazione ferroviaria.

Nonostante la partenza della maggior parte dei cittadini europei, avvenuta soprattutto negli anni della rivoluzione etiope, Dire Daua mantiene un carattere cosmopolita e multietnico. Secondo il censimento del 2007 la città aveva una popolazione totale di 342.827, appartenenti ai seguenti gruppi:
- Oromo (46.08%)
- Amhara (20.09%)
- Somali (24.24%)
- Guraghé (4.54%)
- Harari (1.08%)
- altri 3.97%.

### Religione
Il 70.9% degli abitanti sono di confessione musulmana, il 25.6% Cristiani Ortodossi, 2.8% Protestanti, 0.4% Cattolici, e 0.3% professano altre religioni.